# Pere Josep Garcia Munar
Pere Josep Garcia Munar (Pollença, 1983) és un historiador mallorquí.
Doctor en Història (UNED, 2016) amb la tesi inèdita Sindicalismo en Mallorca durante la Transición (1973-1981), és especialitzat amb el moviment obrer i la Transició Democràtica a les Illes Balears. Té nombroses publicacions sobre aquesta època que tracten sobre episodis importants de l'ecologisme balear, com per exemple la salvació de l'illot de sa Dragonera o mobilitzacions ciutadanes contra l'atur obrer. També és membre del Grup d'Estudis Els Oblidats, col·lectiu que treballa per la recuperació del moviment llibertari a les Illes Balears.
Per altra banda, és coordinador de l'editorial mallorquina Illa Edicions, que des de 2015 es dedica a la divulgació científica de la història i la cultura de les Balears.

## Obra
- Guia de la República i la Guerra. Pollença, Port de Pollença i Cala Sant Vicenç, Illa Edicions, Palma, 2022.
- Menys vividors, més feina! Les lluites pel treball a la Mallorca de la Transició, Calumnia, Binissalem, 2021.
- Salvem sa Dragonera. Història dels ecologismes a Mallorca, Illa Edicions, Palma, 2017.